# اسلحه (فیلم ۱۳۵۴)
اسلحه فیلمی به کارگردانی و نویسندگی ناصر محمدی محصول سال ۱۳۵۴ است.
این فیلم در سال ۱۳۵۴ در منطقه خورخوره از توابع شهرستان سقز در استان کردستان فیلمبرداری شد.

## خلاصه داستان
سال ۱۲۹۰ در منطقه‌ای کردنشین، که همهٔ اهالی اسلحهٔ خود را به قوای دولتی تحویل داده‌اند...

## بازیگران
- رضا بیک ایمانوردی
- بنفشه بهاره
- جلال پیشواییان
- حسن رضیانی
- عزت‌اله رمضانی فر
- آذر کریمی (روشنک صدر)
- محمود پیراسته
- اکبر اصفهانی
- حسن محمدی
- ابوالفضل میرزایی
- غلامرضا سرکوب
- امیر سوسنی
- محمدصالح حسینی